# 吴兴路
吴兴路是中華人民共和國上海市徐匯區一條南北走向瀝青道路。道路北起淮海中路，中与康平路、衡山路、建国西路相交，南至肇嘉浜路。道路全长1000米，宽15至16米，其中车行道宽9至9.3米。該道路於1930年左右修筑。北段原名潘兴路，南段原名白利图路，1943年兩條道路合併並且更名為吳興路。路名來自於浙江省吳興县。

## 建筑
吴兴路81号是一個西班牙式花园住宅。建筑为三层，建于1939年。该建筑曾为实业家、伟伦纱厂创始人陆辅仁住宅。1955年，陆家的亲戚、伟纶纱厂创办人之一吴昆生的儿子吴中一將其租给捷克斯洛伐克駐上海领事馆，1956年7月27日至1963年5月31日該房屋为捷克斯洛伐克驻上海总领事馆馆址。
吴兴路83号是一個西班牙式花园住宅，建于1939年。建筑三层，砖木结构。该建筑曾为伟纶纱厂董事长的吴昆生及历任中华第一针织厂总经理、伟纶纱厂常务董事、上海申新九厂厂长、上海棉纺织工业公司副经理的吴中一住宅，实业家荣鸿仁、胡文炳、刘靖基均在此居住过，該建築一度為时机发展有限公司所有。
吴兴路96号是一個现代派花园住宅。它约建于1930年。它是挪威领事馆旧址。
吴兴路87号：丽波花园。

## 徐汇区登记不可移动文物
| 登记不可移动文物名称 | 地址       | 公布日期   | 照片 |
| -------------------- | ---------- | ---------- | ---- |
| 丽波花园东主楼       | 吴兴路87号 | 2003.08.18 |      |

## 徐汇区文物保护点[7]
| 序号 | 名称                  | 地址           |
| ---- | --------------------- | -------------- |
| 153  | 吴兴路24弄13号住宅    | 吴兴路24弄13号 |
| 154  | 吴兴路24弄7号住宅     | 吴兴路24弄7号  |
| 155  | 吴兴路92弄4号花园住宅 | 吴兴路92弄4号  |